# Progressione del record europeo dei 400 metri piani maschili

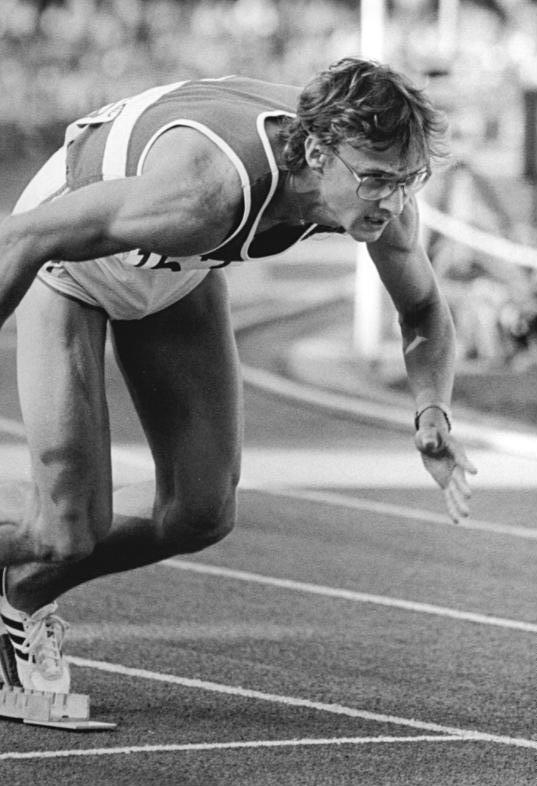
Thomas Schönlebe, ex-detentore del record europeo di specialità

La voce seguente illustra la progressione del record europeo dei 400 metri piani maschili di atletica leggera.
Il primo record europeo della specialità riconosciuto risale al 1924, convalidato dalla European Athletic Association.

## Progressione[1][2]

### Cronometraggio manuale (dal 1924 al 1972)
| Tempo manuale | Vento (m/s) | Tempo elettrico | Atleta             | Nazionalità      | Luogo                      | Data              | Note            |
| ------------- | ----------- | --------------- | ------------------ | ---------------- | -------------------------- | ----------------- | --------------- |
| 47"6          | -           | -               | Eric H. Liddell    | Regno Unito      | Parigi, Francia            | 12 luglio 1924    |                 |
| 46"7          | -           | -               | Godfrey Brown      | Regno Unito      | Berlino, Germania          | 7 agosto 1936     |                 |
| 46"0          | -           | -               | Rudolf Harbig      | Germania         | Francoforte, Germania      | 12 agosto 1939    | Record mondiale |
| 46"0          | -           | -               | Ardalion Ignat'ev  | Unione Sovietica | Mosca, Unione Sovietica    | 25 giugno 1955    |                 |
| 45"8          | -           | -               | Carl Kaufmann      | Germania Ovest   | Colonia, Germania          | 19 settembre 1959 |                 |
| 45"7          | -           | -               | Carl Kaufmann      | Germania Ovest   | Colonia, Germania          | 15 giugno 1960    |                 |
| 45"4          | -           | -               | Carl Kaufmann      | Germania Ovest   | Berlino, Germania          | 24 giugno 1960    |                 |
| 44"9          | -           | 45"08           | Carl Kaufmann      | Germania Ovest   | Roma, Italia               | 6 settembre 1960  | Record mondiale |
| 44"9          | -           | -               | Martin Jellinghaus | Germania Ovest   | Città del Messico, Messico | 17 ottobre 1968   |                 |
| 44"7          | -           | -               | Karl Honz          | Germania Ovest   | Monaco, Germania           | 21 luglio 1972    |                 |

### Cronometraggio elettronico (dal 1972 ad oggi)
| Tempo | Vento (m/s) | Atleta               | Nazionalità      | Luogo                       | Data             | Note |
| ----- | ----------- | -------------------- | ---------------- | --------------------------- | ---------------- | ---- |
| 44"70 | -           | Karl Honz            | Germania Ovest   | Monaco, Germania            | 21 luglio 1972   |      |
| 44"60 | -           | Viktor Markin        | Unione Sovietica | Mosca, Unione Sovietica     | 30 luglio 1980   |      |
| 44"50 | -           | Erwin Skamrahl       | Germania Ovest   | Monaco di Baviera, Germania | 26 luglio 1983   |      |
| 44"33 | -           | Thomas Schönlebe     | Germania Est     | Roma, Italia                | 3 settembre 1987 |      |
| 44"26 | -           | Matthew Hudson-Smith | Regno Unito      | Budapest, Ungheria          | 22 agosto 2023   |      |
| 44"07 | -           | Matthew Hudson-Smith | Regno Unito      | Oslo, Norvegia              | 30 maggio 2024   |      |
| 43"74 | -           | Matthew Hudson-Smith | Regno Unito      | Londra, Regno Unito         | 20 luglio 2024   |      |